# Wilhelmshavener Gorch-Fock-Marathon

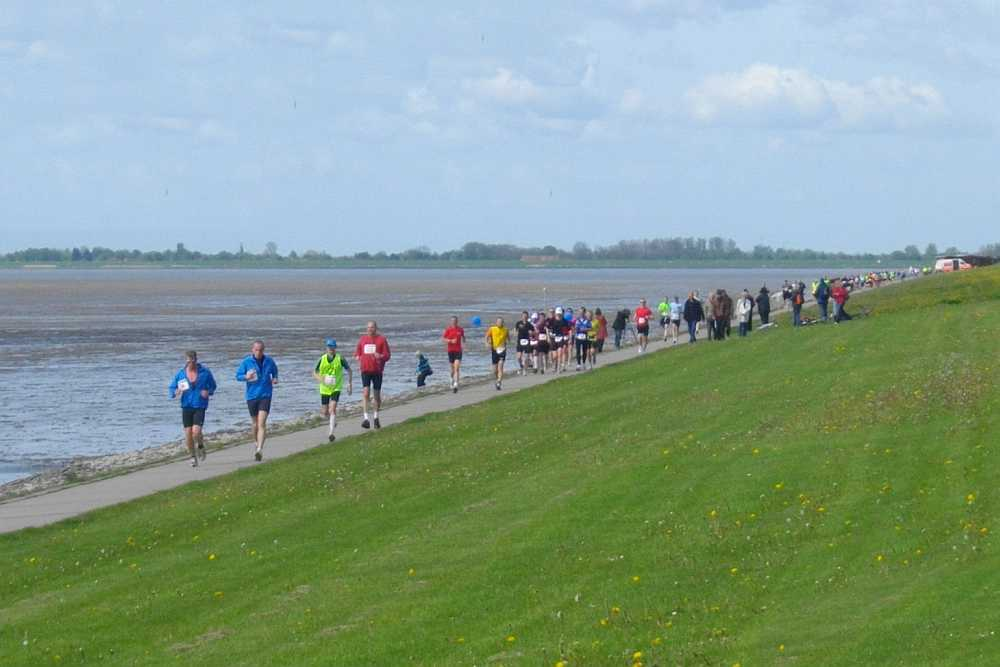
Laufstrecke entlang des Deiches am Jadebusen

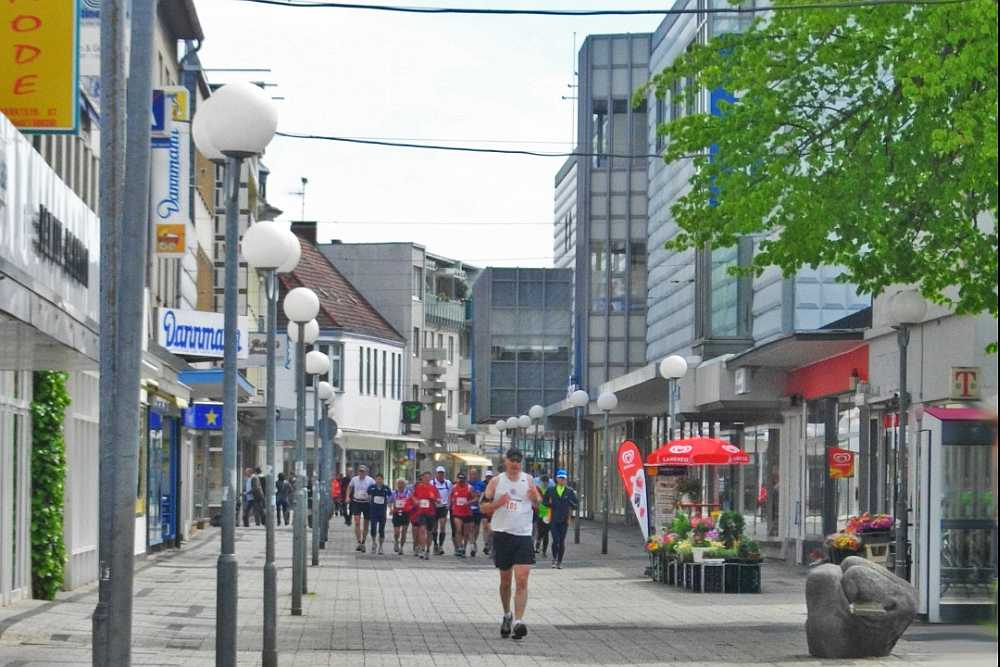
Läufergruppe in der Wilhelmshavener Fußgängerzone

Der Wilhelmshavener Gorch-Fock-Marathon war ein Marathonlauf in Wilhelmshaven, der von 2006 bis 2015 jährlich im Mai/Juni stattfand. Im Rahmen der Veranstaltung fanden außerdem ein Halbmarathon und ein 10-Kilometer-Lauf sowie diverse Schüler- und Kinderläufe statt. Organisator der Veranstaltung war die Evangelische Arbeitsgemeinschaft für Soldatenbetreuung (EAS).
Im Jahr 2015 fand die Veranstaltung in ihrer bisherigen Form das letzte Mal statt, da die bisherigen Organisatoren die Laufveranstaltung nach zehn Jahren nicht mehr weiterführen wollten. In der Nachfolge formierte sich eine Gruppe von rund zehn Laufsportlern, die die Laufveranstaltung retten wollten. Hierzu wurde der Verein Gorch-Fock-Lauf e.V. gegründet. Die Vereinsmitglieder übernahmen ab 2016 die Organisation für die Laufveranstaltung unter dem neuen Namen Gorch-Fock-Lauf.

## Bezug zur Marine
Die Veranstaltung hatte einen engen Bezug zur deutschen Marine und zur Bundeswehr (Wilhelmshaven ist der größte Standort der Deutschen Marine und der zweitgrößte Standort der Bundeswehr). Namensgeber des Laufes war die Gorch Fock, das Segelschulschiff der deutschen Marine. Seit 2010 wurde der Lauf gleichzeitig als Bundeswehrmeisterschaft im Marathon gewertet.

## Strecke
Die Strecke mit Start und Ziel in der Innenstadt von Wilhelmshaven war beim Marathon zweimal zu absolvieren. Sie führte zunächst durch die Fußgängerzone aus der Stadt hinaus an den Jadebusen. Dort wurde direkt am bzw. auf dem Deich gelaufen. Ein kurzer Teil der Marathonstrecke wurde dabei über den (sonst nicht öffentlich zugänglichen) Marinestützpunkt Heppenser Groden geführt.

## Siegerliste (Marathon)
Hervorhebung: Strecken- und Teilnehmerrekorde
| Jahr          | Frauen             | Zeit (Std.) | Zieleinlauf |  | Männer                  | Zeit (Std.) | Zieleinlauf |  | Zieleinlauf – Gesamt |
| ------------- | ------------------ | ----------- | ----------- |  | ----------------------- | ----------- | ----------- |  | -------------------- |
| 14. Mai 2006  | Marion Stepanowicz | 3:24:36     | 16          |  | Andreas Hryciuk         | 2:48:12     | 264         |  | 280                  |
| 20. Mai 2007  | Astrid Benöhr      | 3:35:07     | 20          |  | Andreas Hryciuk -- 2 -- | 2:53:31     | 263         |  | 283                  |
| 18. Mai 2008  | Tamy Heinz         | 3:23:39     | 20          |  | Michael Wittig          | 2:43:57     | 298         |  | 318                  |
| 17. Mai 2009  | Melanie Ebelt      | 3:53:29     | 15          |  | Oliver Bürmann          | 2:46:23     | 323         |  | 338                  |
| 16. Mai 2010  | Cornelia Schindler | 3:04:30     | 20          |  | Maik Willbrandt         | 2:41:47     | 144         |  | 213                  |
| 15. Mai 2011  | Katharina Gall     | 3:24:05     | 10          |  | Maximilian Wagner       | 2:39:14     | 140         |  | 150                  |
| 17. Juni 2012 | Silvia Hörig       | 3:24:06     | 25          |  | Renè Brückner           | 2:45:17     | 161         |  | 186                  |
| 16. Juni 2013 | Gabriele Schulte   | 3:27:25     | 18          |  | Raphael Igrisianu       | 2:57:54     | 135         |  | 153                  |
| 15. Juni 2014 | Catharina Hänsel   | 3:35:00     | 27          |  | Oliver Sebrantke        | 2:48:40     | 115         |  | 142                  |
| 20. Juni 2015 | Julia Fröhlich     | 3:35:46     | 21          |  | Maxim Fuchs             | 2:32:45     | 145         |  | 166                  |